# Ricardo de Tadeu Ladeia
Ricardo de Tadeu Ladeia (Caetité, 28 de outubro de 1956 - Guanambi, 9 de outubro de 2016) foi um médico, fazendeiro, militar e político brasileiro, que exerceu por duas vezes a prefeitura da cidade baiana de Caetité. Terminava seus discursos políticos com o bordão "Minha gente, o meu abraço", que o identificava segundo o biógrafo, Joelton Pereira de Oliveira.

## Vida pessoal

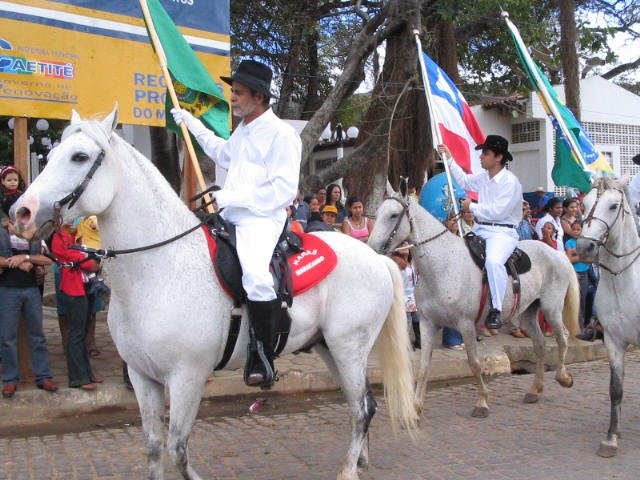
Ladeia em desfile do 2 de Julho de 2004

Era filho do ex-prefeito de Caetité José Augusto Teixeira Ladeia (1967-1970) e sua prima Evani (Ninita), tendo seis irmãos. Exerceu a medicina como obstetra e ginecologista, tendo servido como Segundo Tenente na Marinha. Tinha três filhos e foi casado com Fabiane Públio. Antes fora casado com Tânia Ladeia.
Em Guanambi Ladeia era dono de uma fazenda onde criava cavalos de raça. Conforme declarou mais tarde sua ex-mulher Tânia Ladeia, “O Haras Maracaibo surgiu em 1990, com a intenção de criar bonitos cavalos para o desfile de 2 de julho em Caetité".
Estava em sua fazenda na cidade de Guanambi quando sofreu uma parada cardio-respiratória, no dia 9 de outubro de 2016. Foi levado ao Hospital Nova Aliança daquela cidade, mas não resistiu, morrendo aos cinquenta e nove anos de idade. Foi sepultado na cidade natal, no dia 10, em cortejo que teve a presença de milhares de pessoas.
Em 2021, por unanimidade, a Câmara de Vereadores alterou o nome do Hospital Municipal (Unacom) para homenageá-lo. A unidade atende a cinquenta municípios da região. No mesmo ano a ex-esposa Tânia e o filho Gustavo lançaram um empreendimento onde transformavam a fazenda no condomínio Residencial Haras Maracaibo, em Guanambi.

## Carreira política
Ladeia foi vereador na cidade natal entre 1989 e 1992, pelo PFL. Militou na corrente carlista, como apoiador de Luís Eduardo Magalhães por duas décadas, até que com a morte deste e o apoio de ACM e o então governador Paulo Souto, também caetiteense, ao seu adversário, migrou para o PSDB e se tornou aliado de Nilo Coelho (liderança da vizinha cidade de Guanambi, ex-governador, na época deputado federal). Como vereador teve importante papel na elaboração da Lei Orgânica da cidade e veio a suceder a liderança do grupo que fora capitaneado pelo também médico, Clarismundo Pontes, que na cidade recebia o nome de "jacus", do qual foi a maior liderança.
Em 1996 havia tentado, ainda pelo partido de ACM, a prefeitura de Caetité pela segunda vez. Desfiliou-se, então, do PFL em 1998 e foi eleito no pleito de 2000 pelo PSDB, sendo então oposição do governo estadual da época. Na câmara de vereadores de então, com treze ocupantes, seu grupo fizera sete membros e mais tarde recebeu a adesão de outro. Durante seus dois mandatos Ladeia realizou diversas obras na cidade, sendo a mais importante delas a construção do Hospital Municipal, além de haver iniciado o trabalho de extinção das chamadas escolas multisseriadas. Foi o quinto membro da família a ocupar o cargo de chefe do executivo caetiteense. Por essa obra Ladeia foi considerado, à época, "um visionário", e visando sua conclusão reatou com o carlismo numa reaproximação articulada pelo então deputado estadual, Luiz Augusto, realizando encontro com o governador Paulo Souto em 2006.
Concorreu à chefia do município por seis vezes, vencendo em duas delas. Na eleição de 2012 teve como candidato a vice o ex-presidente do Sindicato dos Trabalhadores Rurais, Genilton Xavier. Disputou pela última vez a eleição de 2016 obtendo 12.172 votos, sendo novamente derrotado, desta vez para a chapa Aldo Gondim e Jaquele Fraga.

### Gestão 2001-2008
Em suas duas gestões Ladeia envidou esforços pela construção do hospital municipal, uma obra grandiosa que tivera início em 2003, com a doação do terreno  pelo comerciante Francisco Bastos Lima, em 2002. No registro feito em livro de suas duas gestões, Joelton Oliveira escreveu: "esgotadas todas as tentativas de conseguir os recursos para a conclusão do Hospital Municipal de Caetité, depois que o governador da Bahia Jacques Wagner (sic) cancelou os restos a pagar e colocou uma pedra em cima do sonho de conclusão da obra, era preciso buscar novos caminhos". Para isso ele se socorreu com a empresa Bahia Mineração (Bamin), celebrando um convênio no montante de um milhão de reais. Assim, no dia 30 de dezembro de 2008 ele inaugurou o hospital sem que sua estrutura estivesse munida de equipamentos: "a obrar física estava pronta, para lá seria transferido o Pronto Atendimento que até então funcionava em imóvel alugado".
Outras obras de destaque em suas gestões foram: a urbanização da rua Mem de Sá que, por muitos anos, abria uma voçoroca e foi feita uma estrutura subterrânea para frenar o fluxo pluvial; fez as praças "Cristo Rei" e "da Bíblia" (nas imediações do estação rodoviária), "Nivaldo Oliveira" (Praça da Cadeia), parte da praça Dr. Deocleciano Teixeira (onde ficava a Prefeitura), do "Observatório", "D. Eliseu Maria Gomes" e a "Maria Neves Lobão"; construiu quadras em povoados e distritos, vários PSFs, escolas municipais (no programa de "nucleação", com o fim das "classes multisseriadas") e ainda um parque de comercialização de animais, possibilitou a aquisição dos instrumentos Banda Álvaro Vilares Neves, dentre outros.